# Leandro Becheroni
Leandro Becheroni (Calenzano; 13 de julio de 1950-Calenzano; 30 de marzo de 2023) fue un piloto de motociclismo italiano, que compitió en el Campeonato del Mundo de Motociclismo desde 1978 hasta 1988.

## Biografía
El primer gran éxito en su carrera fue en 1977, cuando a bordo de una Bimota SB1 ganó el campeonato juvenil italiano en la categoría de 500cc. El salto al Mundial de Motociclismo lo hace en 1978 en el GP de Venezuela, donde acaba séptimo en la carrera de 500cc, unos puntos por los que acabaría en el 22.º puesto de la general con 4 puntos.
En 1979, vence el Campeonato italiano de velocidad en la categoría de 750cc, con tres segundos puestos en las tres carreras que se disputaron.
Apoyado por el Team Italia, consigue la primera viuctoria del Campeonato Europeo en 500cc en 1981, cerrando el primer puesto con 42 puntos. 
Con la obtención del título europeo, es honrado por el CONI con la Medalla al Valor Atlético.
Precisamente después de la victoria del título continental, la siguiente temporada y hasta 1986 corre varias carreras en el campeonato mundial, todas en 500cc, pero sin obtener resultados significativos, solo tiene éxito para igualar su mejor final en una carrera en el campeonato mundial, terminando séptimo en GP de San Marino en 1984. En el mismo período en el que compite en el campeonato mundial, Becheroni continúa participando en el campeonato italiano, que ganó en 1983 en la categoría 500.
A partir de 1987, limitó su participación a competiciones nacionales, participando en algunas carreras con wild card y en el campeonato europeo, cuya última carrera es en 1989 en Misano.

## Resultados en el Campeonato del Mundo
Sistema de puntuación desde 1969 hasta 1987:
| Posición | 1.º | 2.º | 3.º | 4.º | 5.º | 6.º | 7.º | 8.º | 9.º | 10.º |
| Puntos   | 15  | 12  | 10  | 8   | 6   | 5   | 4   | 3   | 2   | 1    |

### Carreras por año
(Carreras en negrita indica pole position, carreras en cursiva indica vuelta rápida)
| Año  | Clase | Moto            | 1       | 2       | 3       | 4       | 5       | 6      | 7       | 8       | 9       | 10      | 11      | 12      | 13      | 14    | 15    | Pts. | Pos. |
| ---- | ----- | --------------- | ------- | ------- | ------- | ------- | ------- | ------ | ------- | ------- | ------- | ------- | ------- | ------- | ------- | ----- | ----- | ---- | ---- |
| 1978 | 500cc | Suzuki          | VEN 7   | ESP -   | AUT -   | FRA DNQ | NAT -   | NED -  | BEL -   | SWE -   | FIN -   | GBR -   | GER -   |         |         |       |       | 4    | 22.º |
| 1979 | 500cc | Yamaha y Suzuki | VEN -   | AUT -   | ALE -   | NAC Ret |         | YUG -  | NED -   | BEL -   | SWE -   | FIN -   | GBR -   |         | FRA Ret |       |       | 0    | -    |
| 1981 | 500cc | Suzuki          |         | AUT -   | GER -   | NAT 11  | FRA -   |        | YUG -   | NED -   | BEL -   | RSM -   | GBR -   | FIN -   | SWE -   |       |       | 0    | -    |
| 1982 | 500cc | Suzuki          | ARG -   | AUT 8   | FRA Ret | ESP DNQ | NAT 8   | NED 27 | BEL 18  | YUG 21  | GBR 9   | SWE -   |         | RSM 8   | GER Ret |       |       | 11   | 19.º |
| 1983 | 500cc | Suzuki          | RSA Ret | FRA Ret | NAT 22  | GER 12  | ESP DNQ | AUT 24 | YUG DNQ | NED -   | BEL -   | GBR Ret | SWE 18  | RSM 11  |         |       |       | 0    | -    |
| 1984 | 500cc | Suzuki          | RSA -   | NAT Ret | ESP Ret | AUT Ret | GER 15  | FRA 21 | YUG Ret | NED 20  | BEL Ret | GBR Ret | SWE Ret | RSM 7   |         |       |       | 4    | 20.º |
| 1985 | 500cc | Suzuki          | RSA -   | ESP -   | GER -   | NAT 19  | AUT -   | YUG 27 | NED -   | BEL -   | FRA -   | GBR -   | SWE -   | RSM 16  |         |       |       | 0    | -    |
| 1986 | 500cc | Suzuki y Honda  | ESP Ret | NAC Ret | ALE -   | AUT 20  | YUG 24  | NED -  | BEL Ret | FRA Ret | GBR -   | SWE -   | RSM 12  |         |         |       |       | 0    | -    |
| 1987 | 500cc | Honda           | JAP -   | ESP -   | ALE -   | NAC DNQ | AUT -   | YUG -  | NED -   | FRA -   | GBR -   | SUE -   | CHE -   | RSM Ret | POR -   | BRA - | ARG - | 0    | -    |
| 1988 | 500cc | Honda           | JAP -   | USA -   | ESP -   | EXP -   | NAC DNQ | ALE -  | AUT -   | NED -   | BEL -   | YUG -   | FRA -   | GBR -   | SUE -   | CHE - | BRA - | 0    | -    |